# ANITA

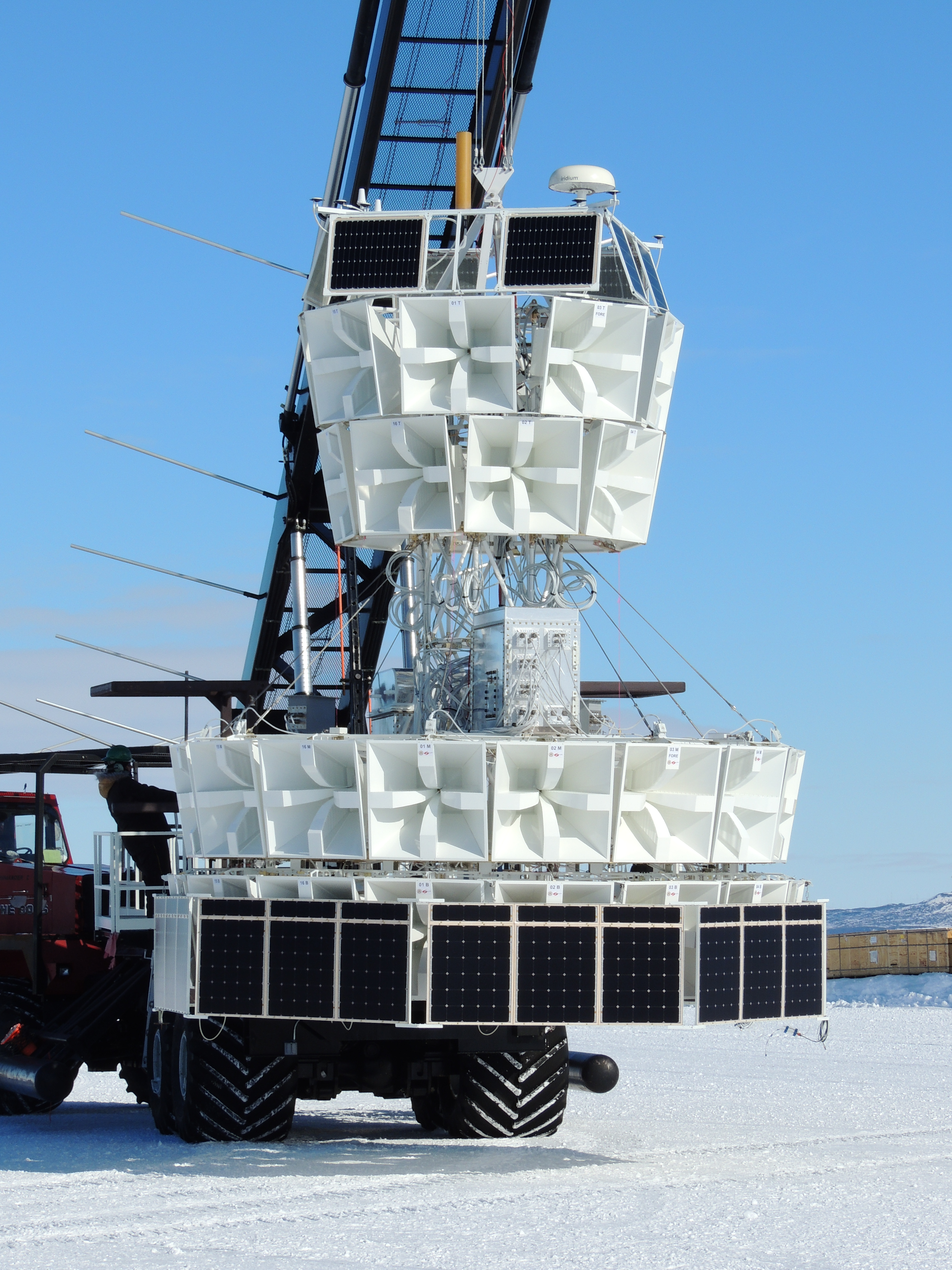
Експеримент ANITA-IV в Антарктиді перед запуском на повітряній кулі.

ANITA (англ. Antarctic Impulsive Transient Antenna, антарктична імпульсна перехідна антена) — експеримерт з вивчення космічних нейтрино надвисоких енергій шляхом виявлення радіоімпульсів, випромінюваних під час їх взаємодієї з антарктичним льодовим покривом. Вимірювання радіоімпульсів виконується за допомогою масиву радіоантен, підвішених до гелієвого стратостата на висоті приблизно 37 км.
Нейтрино з енергією порядку 1018 еВ, створюють радіоімпульси в льоді через ефект Аскар'яна. Вважається, що ці космічні нейтрино високої енергії є результатом взаємодії космічних променей надвисоких енергій (1020 еВ) з фотонами реліктового випромінювання. Таким чином експеримент ANITA має допомогти пояснити походження цих космічних променів.

## Запуски
ANITA-I стартувала з антарктичної станції Мак-Мердо влітку 2006—2007 років і близько місяця подорожував навколо континенту з навколополярними вітрами.
ANITA-II, модифікований прилад із 40 антенами, була запущена зі станції Мак-Мердо влітку 2008—2009 років.
ANITA-III була запущена у грудні 2014 року. Очікувалось, що вона покращить чутливість у 5–10 разів.
ANITA-IV, запущена у грудні 2016 року, мала полегшену загальну конструкцію, регульовані режекторні фільтри та покращену систему запуску.

## Фінансування
ANITA є результатом співпраці багатьох університетів під керівництвом Гавайського університету в Маноа і фінансується грантами НАСА та Міністерства енергетики США.

## Результати
ANITA здійснила чотири польоти між 2006 і 2016 роками та встановила жорсткі обмеження на потік дифузних нейтрино надвисоких енергій (з енергією понад приблизно 1019 еВ). На додаток до обмежень на потік дифузних нейтрино, кожен політ ANITA спостерігав десятки космічних променів надвисокої енергії через геомагнітне радіовипромінювання від широких атмосферних злив, викликаних космічними променями.
ANITA-I та ANITA-III також виявили аномальні радіосигнали, які, за даними спостережень, узгоджувалися з оберненими атмосферними зливами, що йшли вгору з поверхні Землі. Передбачається, що такі обернені атмосферні зливи можуть створюватись розпадом тау-лептонів, утворених під час поширення тау-нейтрино наскрізь через Землю. Однак кути, під якими спостерігалися ці події, суперечать властивостям нейтрино Стандартної моделі, оскільки Земля повинна сильно послаблювати потік нейтрино під такими крутими кутами виходу. Подальше дослідження в рамках експерименту IceCube, який шукає нейтрино зі значно меншою енергією, ніж ANITA, не змогло виявити жодного значного джерела нейтрино з місця цих подій. Станом на 2016 рік ці події залишаються непоясненими.
Четвертий політ ANITA, ANITA-IV, також виявив чотири події, які за спостереженнями узгоджувалися з майбутніми широкими атмосферними зливами, спричиненими тау-лептонами. На відміну від подій ANITA-I та ANITA-III, які спостерігалися під крутими кутами під горизонтом, події ANITA-IV спостерігалися дуже близько до горизонту, де події, індуковані тау-лептонами, за теоретичними передбаченнями є найімовірнішими.

## Учасники
Команда ANITA включає членів з
- Гавайський університет в Маноа
- Університет Каліфорнії в Лос-Анджелесі
- Університет штату Огайо
- Делаверський університет
- Університет Канзасу
- Вашингтонський університет у Сент-Луїсі
- Лабораторія реактивного руху НАСА
- Університетський коледж Лондона
- Чиказький університет
- Національний тайваньський університет
- Політехнічний університет штату Каліфорнія[en]